# Shadi Sbakhe
Shadi Sbakhe († 14. Januar 2009) war ein palästinensischer Fußballspieler und ehemaliges Mitglied der palästinensischen Fußballnationalmannschaft.
Er starb im Januar 2009 im Alter von 27 Jahren, als während der Militäroperation Gegossenes Blei sein Haus von Bomben der israelischen Streitkräfte getroffen wurde. Im Zuge der Militäroperation kamen auch der Nationalspieler Ayman Alkurd, der ehemalige Nationalspieler Wajeh Moshtahe sowie das Mitglied des Nationalen Olympischen Komitees von Palästina Khalil abed Jaber ums Leben.